# Frances Fisher
Frances Louise Fisher (ur. 11 maja 1952 w Milford on Sea) – amerykańska aktorka.

## Życiorys
Urodziła się w Milford on Sea w Hampshire jako córka Olgi Rosine (z domu Moen) i Williama Irvinga „Billa” Fishera seniora, nadzorcy budowy rafinerii ropy naftowej. Jej ojciec był pochodzenia rosyjsko–żydowskiego i węgiersko–żydowskiego, a matka miała pochodzenie norweskie. Zanim ukończyła piętnaście lat, przeprowadzała się dziewięć razy i podróżowała ze względu na pracę ojca, odwiedzając m.in. Włochy, Turcję, Kolumbię, Francję, Kanadę i Brazylię.
Kiedy miała 15 lat, zmarła jej matka, a ona wzięła na siebie odpowiedzialność za wychowanie młodszego brata. Ukończyła szkołę średnią w Lutcher Stark High School w Orange w Teksasie, gdzie występowała w przedstawieniach teatralnych, a później pracowała jako sekretarka.
Od grudnia 1976 do 22 stycznia 1981 zyskała uznanie grając detektyw Deborah Saxon w operze mydlanej ABC The Edge of Night. Związała się z Actors Studio, gdzie studiowała pod kierunkiem Lee Strasberga. W 1983 wystąpiła w roli May w produkcji off-broadwayowskiej Fool for Love Sama Sheparda. Jej debiutem filmowym była rola Louise w komedii romantycznej Przepis na miłość (Can She Bake a Cherry Pie?, 1983) z Karen Black. Następnie znalazła się w obsadzie opery mydlanej CBS Guiding Light (1985) jako Suzette Saxon.
Jej kariera aktorska załamała się w latach 80. Dopiero kreacja aktorki Lucille Ball w telewizyjnym biograficznym melodramacie historycznym CBS Lucy i Desi: Przed śmiechem (Lucy & Desi: Before the Laughter, 1991) z Maurice Benardem pozwoliła jej wrócić do świata aktorskiego z pozytywnymi recenzjami.
Zagrała wiele ról w telewizji amerykańskiej, włączając w to postać Angie w serialu sensacyjnym Fox Dziwny traf (Strange Luck, 1995–1996), dr Elizabeth „Liz” Carson w sitcomie CBS Jak pan może, panie doktorze? (Becker, 1999–2000), Ellę van Hepburn, matkę Audrey Hepburn (Jennifer Love Hewitt) w dramacie biograficznym ABC Historia Audrey Hepburn (The Audrey Hepburn Story, 2000), rolę Juanity Titus w sitcomie Fox Tragikomiczne wypadki z życia Titusa (Titus, 2000–2001) i Brit Hanley, „złą sekretarkę” amoralnego prawnika (Kyle Chandler) w dramacie NBC Jaskinia Lyona (The Lyon’s Den, 2003). W epickim romantycznym filmie katastroficznym Jamesa Camerona Titanic (1997) została obsadzona w roli Ruth DeWitt Bukater, matki głównej bohaterki (Kate Winslet). W serialu Syfy Eureka (2008) zagrała rolę Evy Thorne, 107-letniej, niestarzejącej się fizycznie naukowiec o wyglądzie 50-latki.

## Filmografia
- 1976–1981: The Edge of Night
- 1983: Przepis na miłość (Can She Bake a Cherry Pie?)
- 1985: Guiding Light
- 1987: Duży (Big)
- 1988: Patty Hearst
- 1989: Różowy cadillac (Pink Cadillac)
- 1990: Witaj w domu, Roxy Carmichael (Welcome Home, Roxy Carmichael)
- 1991: Historia z Los Angeles (L.A. Story)
- 1991: Lucy & Desi: Before the Laughter
- 1991: Młodzi jeźdźcy (The Young Riders)
- 1992: Bez przebaczenia (Unforgiven)
- 1993: Prawo i porządek (Law & Order)
- 1993: Atak kobiety olbrzyma (Attack of the 50 Ft. Woman)
- 1994: Molly & Gina
- 1995: Dziwny traf (Strange Luck)
- 1996: Striptiz (Striptease)
- 1996: Niezła sztuka (Waiting for Guffman)
- 1997: Dzika Ameryka (Wild America)
- 1997: Titanic
- 1999: Historia Audrey Hepburn (The Audrey Hepburn Story)
- 1999: Wojna na grzebienie (The Big Tease)
- 2000: 60 sekund (Gone in 60 Seconds)
- 2001: Z Archiwum X (The X-Files)
- 2002: Blue Car
- 2002: Tragikomiczne wypadki z życia Titusa (Titus)
- 2003: The Lyon’s Den
- 2002: Dom z piasku i mgły (House of Sand and Fog)
- 2004: Pozew o miłość (Laws of Attraction)
- 2004: Orły z Bostonu (Boston Legal)
- 2005: Ostry dyżur (ER)
- 2006: Chirurdzy (Grey’s Anatomy)
- 2006: The Night of the White Pants
- 2007: Sexlista 101 (Sex and Death 101)
- 2007: Królestwo (The Kingdom)
- 2007: W dolinie Elah (In the Valley of Elah)
- 2007: My Sexiest Year
- 2008: The Perfect Game
- 2008: The Shield: Świat glin (The Shield)
- 2008: Eureka
- 2008: A Single Woman
- 2008: Jolene
- 2008: Kochać i umrzeć (To Love and Die)
- 2009: Mentalista (The Mentalist)
- 2010: Dwóch i pół (Two and a Half Men)
- 2010: Prywatna praktyka (Private Practice)
- 2010: The Good Guys
- 2011: Dni naszego życia (Days of our Lives)
- 2010: Współlokatorka (The Roommate)
- 2011: Sedona
- 2011: Prawnik z lincolna (The Lincoln Lawyer)
- 2011: Torchwood: Miracle Day
- 2016: Bandyci i aniołki (Outlaws and Angels) jako Esther
- 2021: Gdy sen nie nadchodzi (Awake) jako Doris
- 2023: Gad (Reptile) jako Camille Grady